# Перещепинська міська територіальна громада
Перещепинська міська територіальна громада — об'єднана територіальна громада в Україні, на території Самарівського району Дніпропетровської області. Адміністративний центр — місто Перещепине.
Площа громади — 573,85 км², населення — 21 305 мешканців (2018).
Утворена 2 лютого 2018 року шляхом об'єднання Перещепинської міської ради, Багатської, Голубівської, Керносівської, Михайлівської
сільських рад Новомосковського району та Шандрівської сільської ради Юр'ївського району.

## Населені пункти
До складу громади входять 1 місто (Перещепине), 3 селища (Вишневе, Кільчень, Миролюбівка) і 17 сіл: Багате, Воскресенівка, Ганнівка, Голубівка, Керносівка, Козирщина, Левенцівка, Малокозирщина, Михайлівка, Новошандрівка, Олександрія, Орілька, Панасівка, Рівне, Свічанівка, Троїцьке та Шандрівка.